# Église Saint-Martin de Lavau-sur-Loire
L'église Saint-Martin est une église située à Lavau-sur-Loire, dans le département de la Loire-Atlantique, en France.

## Historique
Le vocable de cette église est saint Martin de Vertou (527-601), un abbé évangélisateur de la région sud de la Loire, et non saint Martin de Tours.
Au XIIIe siècle, l'abbaye Notre-Dame de Blanche-Couronne fait construire l'église de Lavau. Elle est l'une des plus anciennes de la région, avec l'église Notre-Dame de Bouée. L'église est grandement reconstruite au cours des XVe et XVIe siècles.
Le général de la paroisse est amené à délibérer, au mois de février 1768, sur l'utilisation de lègues par deux paroissiennes défuntes : Françoise Trouillard (veuve Seignard) qui fait don de 100 livres pour la refonte d’une des cloches fêlée, et Marthe Audren, qui laissait 220 livres pour les réparations de l'église et de la chapelle Notre-Dame-de-Pitié. Les fonds permettent finalement, avec l'accord des héritiers, de financer des travaux plus urgents : le remplacement de la grande porte et de celle du côté.
En 1790, le conseil général de la municipalité obtient le remplacement d'une de cloches fendue par celle provenant du couvent des cordeliers de Savenay.
Pendant la Révolution, l'église sert entrepôt pour le fourrage. Peu entretenue durant cette période, l'église se dégrade, pleuvant même dans la bâtisse.
Sous la Restauration, le maire Pierre Picaud et le curé Jean-Baptiste Peneau font restaurer la toiture en 1817 et 1824. En 1826, le maire Picaud prend la décision d'installer un confessionnal, de nouveaux ornements et de faire fabriquer le retable du maître-autel et restaurer les retables latéraux pour décorer le chœur. Puis sont installés une chaire à prêcher (1828) et un chemin de croix (1846).
En 1881, on remplace entièrement la couverture et le lambris de la voûte, puis, en 1889, les sols du chœur et de la nef.
Le monument est inscrit au titre des monuments historiques en 1984.
L'église est détruite le 4 août 1994 par un incendie provoqué par la foudre. Depuis, elle a été entièrement rénovée.
L'historique de l'église est détaillé sur le site de la mairie

## Description

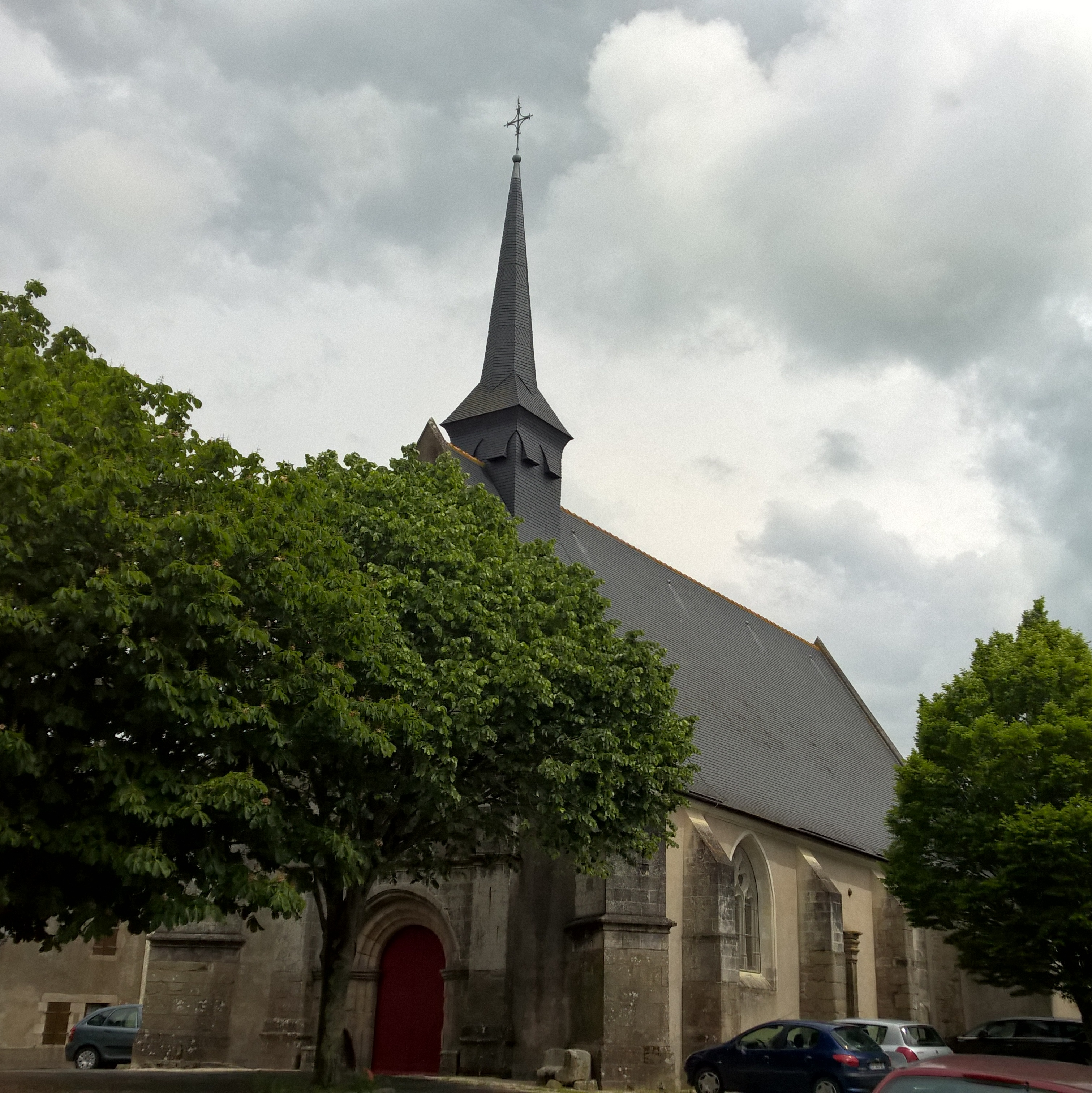
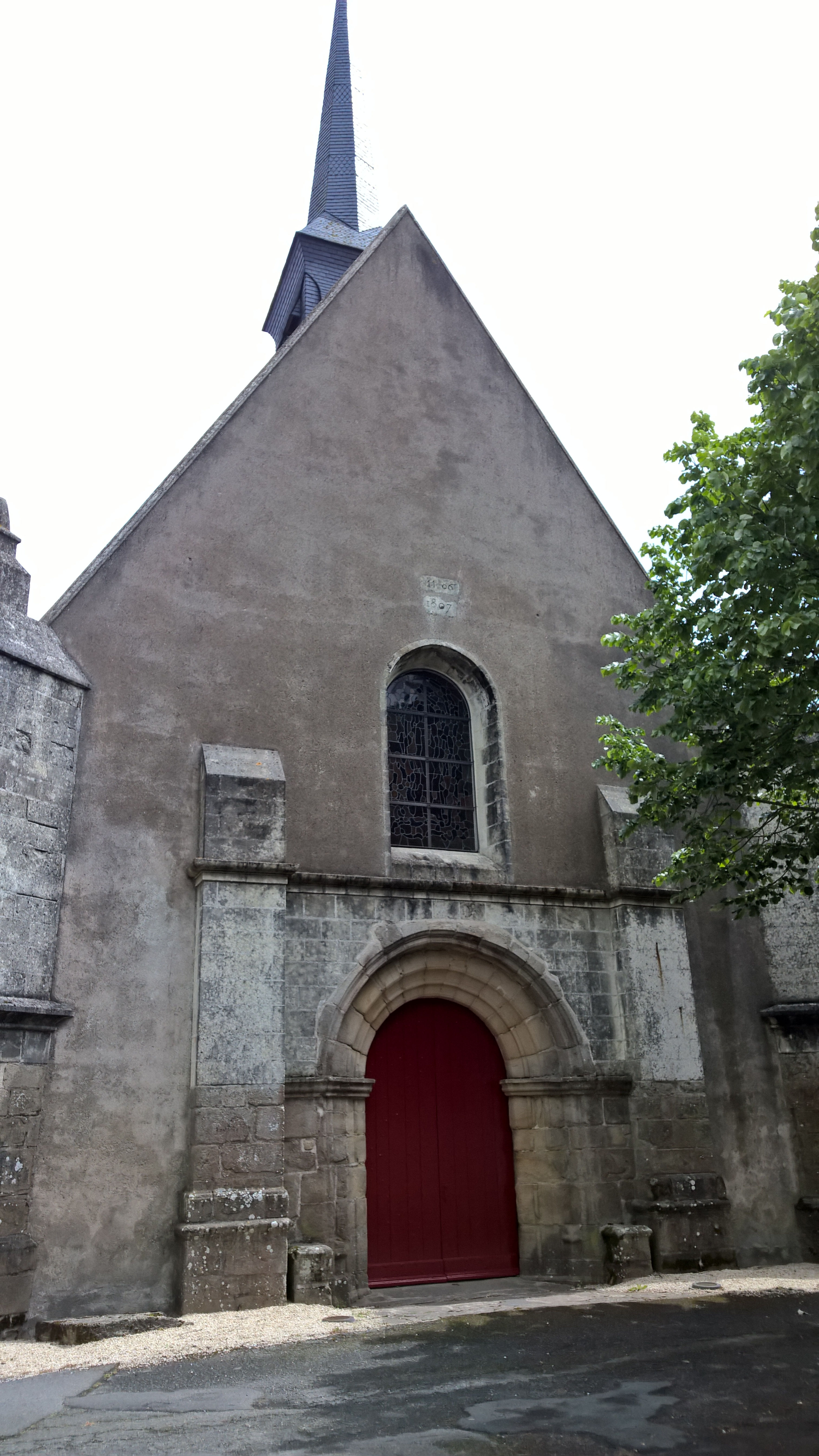
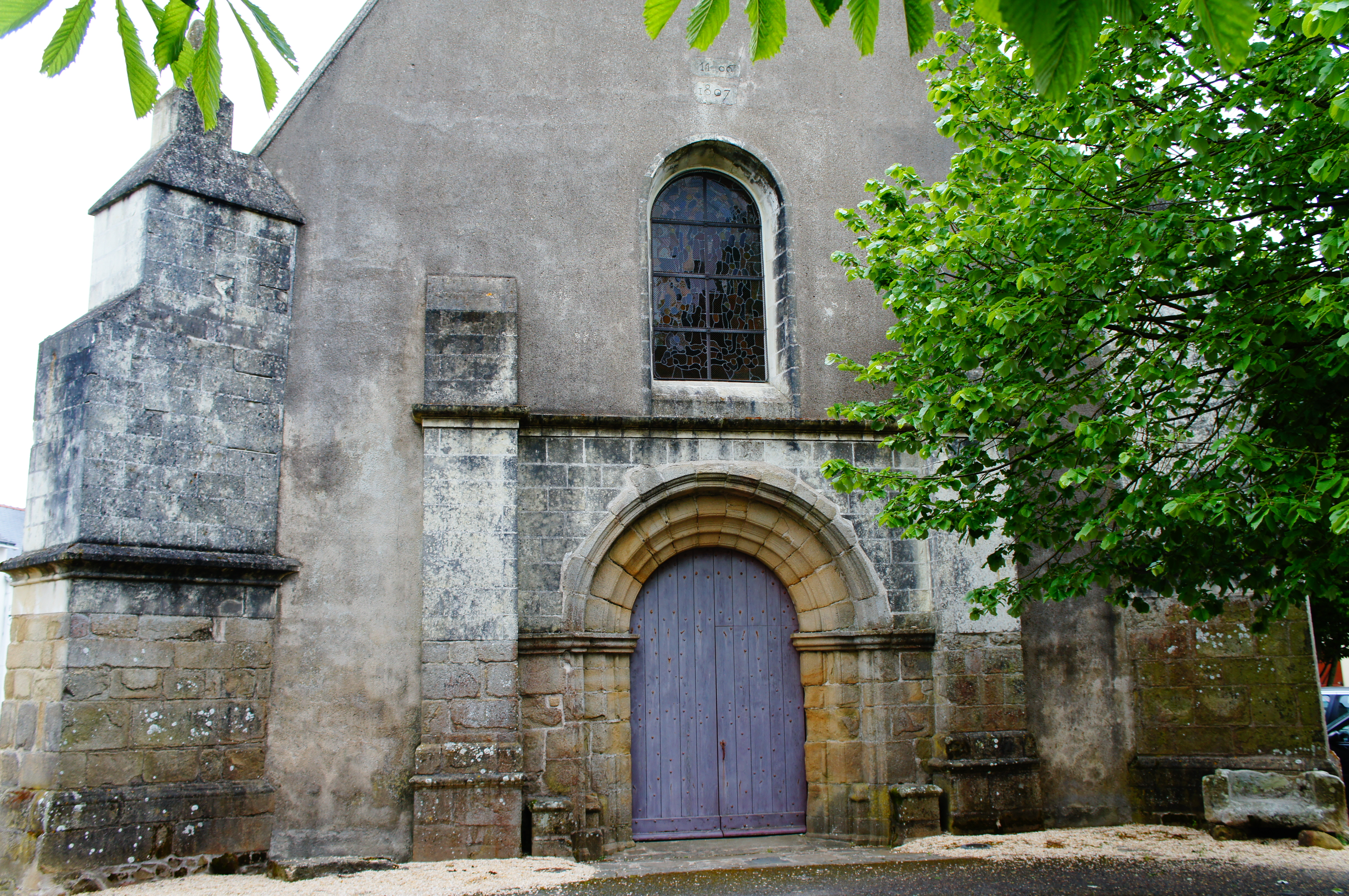
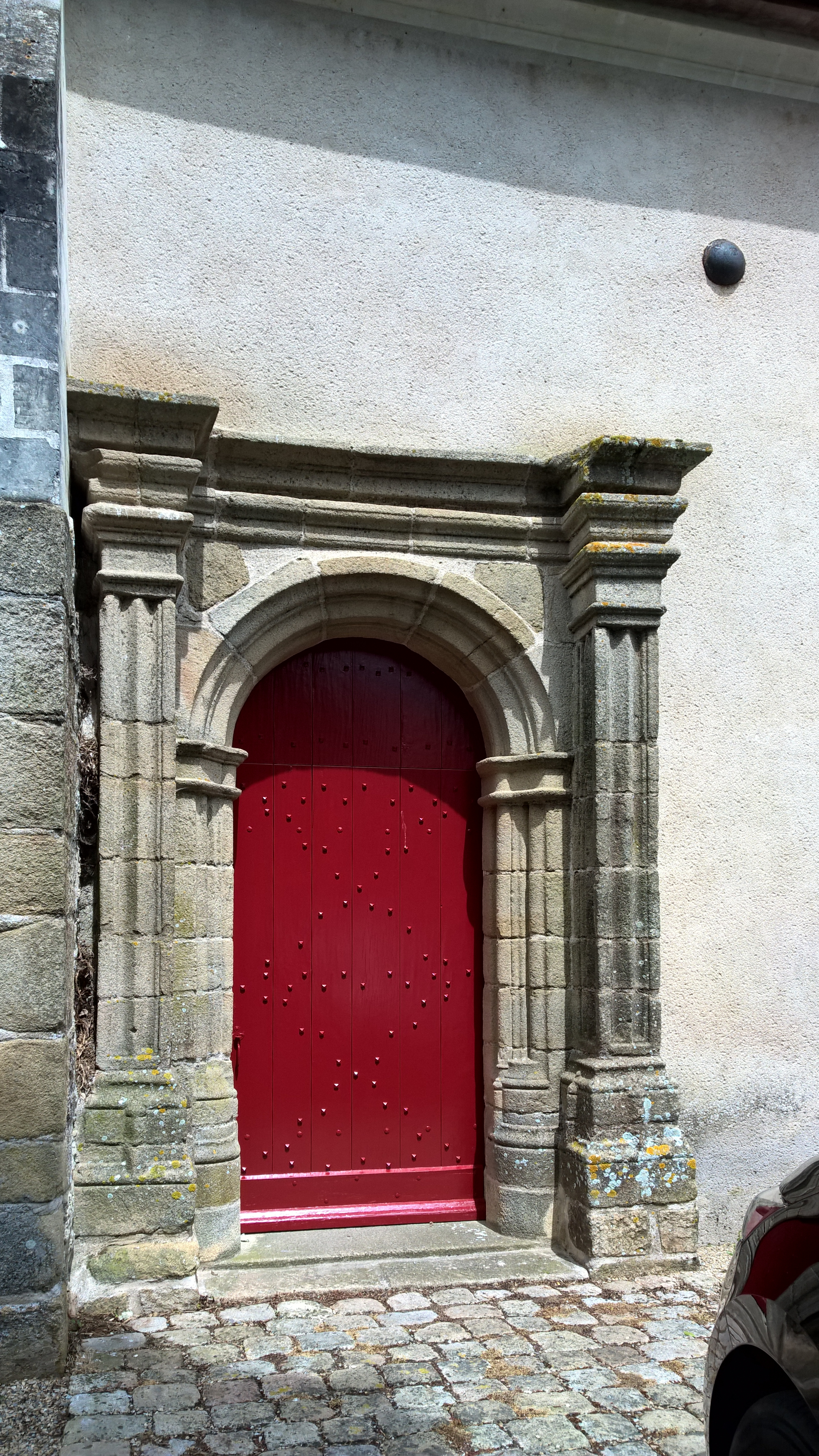
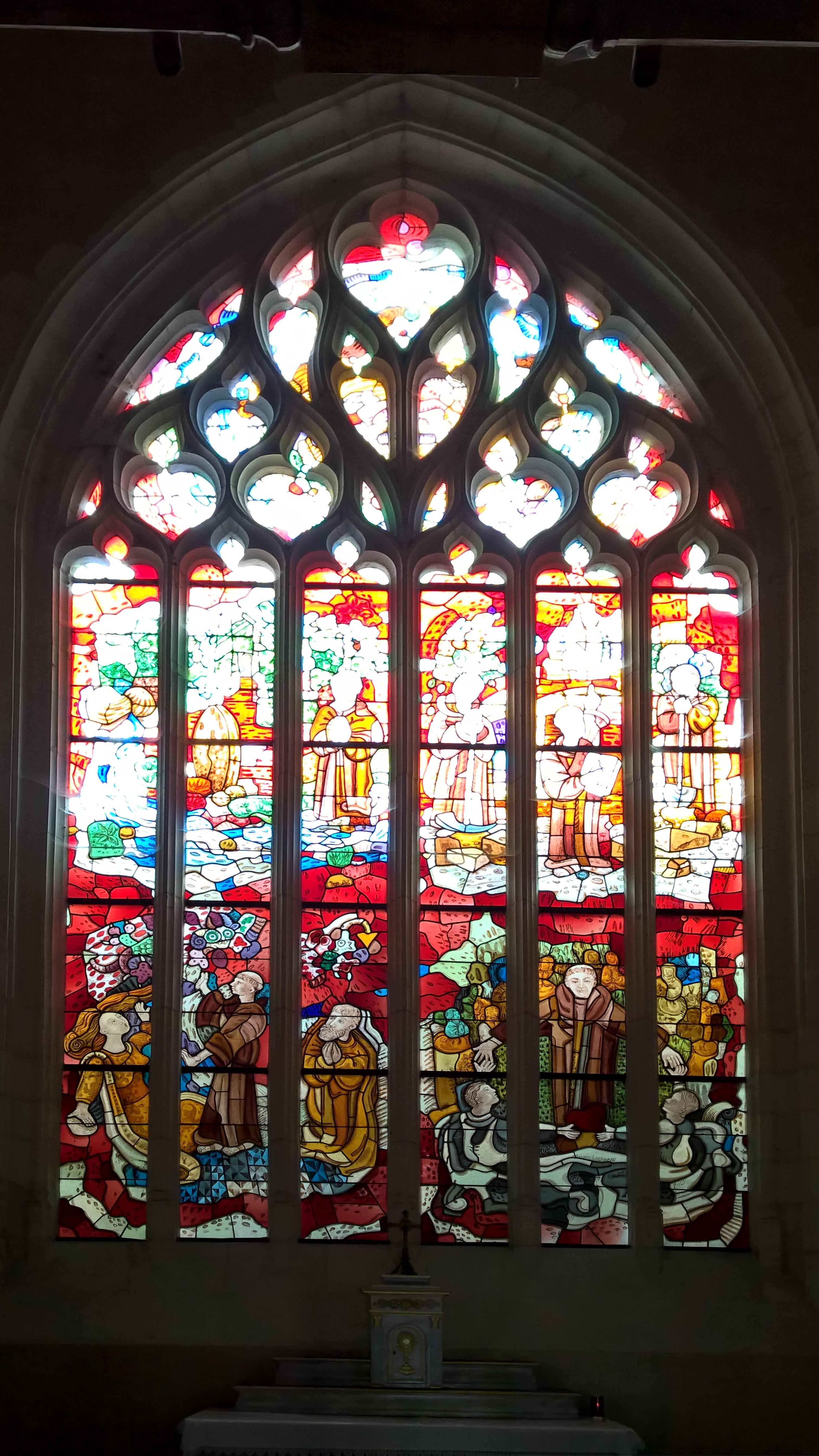
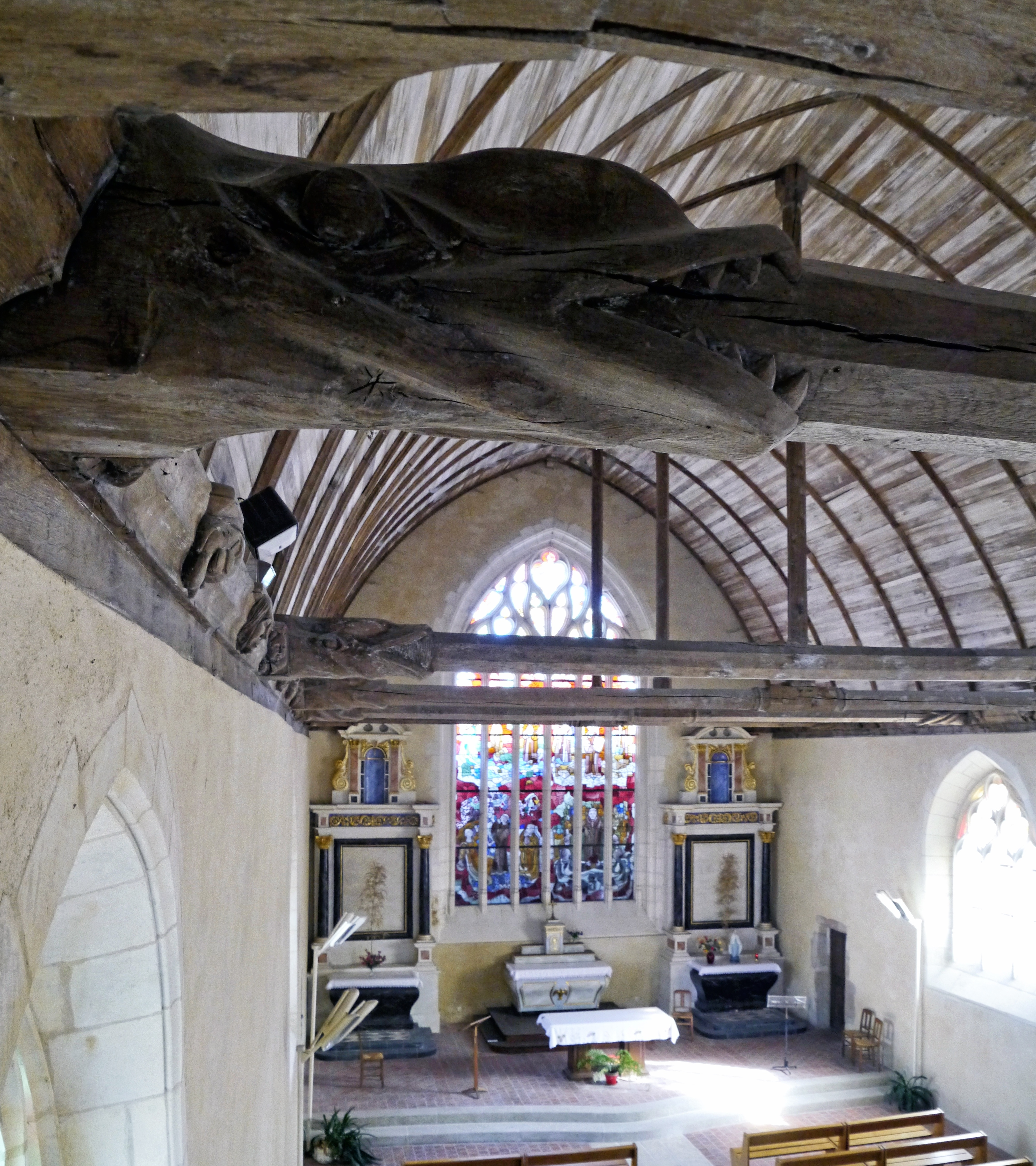